# Alde Swarte
De Alde Swarte (Fries voor "Oude Zwarte"), ook Wieuwens genoemd, is een poldermolen in Wieuwens even ten zuidoosten van het Friese dorp Oosterlittens, in de Nederlandse gemeente Leeuwarden.

## Beschrijving
De Alde Swarte, een spinnenkopmolen die aan de Franekervaart staat, werd vermoedelijk gebouwd in de zeventiende eeuw. Tot in 1961 een roede van de molen brak, bemaalde hij de polder Frankena. Zijn functie werd daarna overgenomen door een elektrisch gemaal bij Britswerd. In 1967 werd de Alde Swarte voor het symbolische bedrag van één gulden aangekocht door de gemeente Baarderadeel. Deze liet de molen in 1969 restaureren. In 1981 volgde opnieuw een restauratie, waarbij het bovenhuis van de molen werd hersteld en de bovenas, de roeden, de schroef en de schroefbak werden vernieuwd. De Alde Swarte werd bovendien met een inlaat op de polder Oosterlittens-Britswerd aangesloten, waarvan hij sindsdien het hoge gedeelte kan bemalen.